# Ой люлі, люлі, моя дитино…
«Ой люлі, люлі, моя дитино…» — вірш Тараса Шевченка, написаний ним 1848 року на Косаралі.

## Написання і публікація
Збереглося два чистові автографи вірша: у «Малій книжці»; у «Більшій книжці». Автографи не датовано.
Вірш датується за місцем автографа у «Малій книжці» серед творів 1848 року та часом зимівлі Аральської описової експедиції в 1848—1849 роках на Косарал, орієнтовно: кінець вересня — грудень 1848 року, Косарал.
Найраніший відомий текст — чистовий автограф у «Малій книжці», до якої вірш переписано під № 42 у восьмому зшитку за 1848 рік, орієнтовно наприкінці 1849-го чи на початку 1850 року (до арешту 23 квітня), з невідомого первісного автографа. У 1858 році, не раніше 18 березня й не пізніше 22 листопада, Шевченко переніс з виправленнями в рядках 9 та 11 твір з «Малої книжки» до «Більшої книжки».
Найімовірніше, з «Малої книжки» вірш було переписано до рукописного списку невідомої особи з окремими виправленнями Шевченка кінця 1850-х років, що належав Л. М. Жемчужникову і не зберігся. Деякі відміни цього списку подав О. Я. Кониський. Наведений ним варіант у рядку 11 збігається з текстом «Малої книжки».
Вперше вірш надруковано за «Більшою книжкою» з неточністю в рядку 14 («То пригорнись» замість «То й пригорнись») та незначними відхиленнями («пійдеш» замість «підеш», «люде» замість «люди») в журналі «Основа» (1862, № 1, стор. 5).
Вперше введено до збірки творів у виданні: «Кобзарь Тараса Шевченка / Коштом Д. Е. Кожанчикова» (СПб., 1867, стор. 481), де вірш опубліковано за «Основою». Того ж року за текстом «Основи» з новими неточностями в рядках 10 і 20 твір надруковано у виданні: «Поезії Тараса Шевченка» (Львів, 1867, том 1, стор. 248—249).
Відомі дослідникам списки вірша походять від першодруку в «Основі» (1862, № 1, стор. 5): у збірці «Сочинения Т. Г. Шевченка» (1862); у рукописних «Кобзарях» — 1865, переписаному Д. Демченком, другої половини XIX ст. тощо.

## Сюжет
Вірш написано у формі колискової пісні. В зверненні до свого сина мати-покритка віщує йому нещасливу долю, бере на себе усю провину за ті поневіряння, що на нього чекають. Характерна для романтичної поезії порада йти від людей до природи має тут виразний соціальний підтекст. За жанровими ознаками вірш наближається до романсу.

## Музика
Музику до твору писали М. В. Лисенко, В. І. Заремба, В. О. Барвінський, Г. А. Фінаровський тощо.